# Frangepán Farkas Kristóf
Terzsáci Frangepán Farkas Kristóf  (horvátul: Vuk Krsto Frankopan, latinul: Wolfangus de Frangepanibus, 1578 – 1652. május 13. előtt) a Frangepán családból származó horvát főnemes, terzsáci gróf, hadvezérként Horvátország és a Tengermellék generálisa és katonai parancsnoka.

## Családja
Frangepán I. Gáspár és Lenković Katalin fia. Nagyszülei Frangepán VIII. Miklós és Lenković János uszkók kapitány voltak. Két fiú testvére volt, közülük György Schweinpöck Margitot vette feleségül, gyermekük nem ismert. Másik fiútestvére Frangepán IX. Miklós első felesége a Beriszló családból származó lány volt, második feleségének pedig Erdődy Anna Máriát szemelték ki, de tőle még menyasszony korában el kellett válnia. Farkas Kristófnak négy felesége volt. Az első feleségtől Beriszló Borbálától született Gáspár ogulini kapitány. Második feleségétől Ignozer Orsolyától született György, aki királyi főudvarmester lett, valamint Anna Katalin, aki Zrínyi Péterhez ment feleségül. Harmadik feleségétől Paradeyser Máriától született Frangepán Ferenc Kristóf, a család utolsó férfi tagja. Negyedik felesége Haller Dorottya volt.

## Élete
Farkas Kristóf Laibachban és Itáliában tanult. Fiatal korától a horvát Krajina területén teljesített katonai szolgálatot. 1605-ben Tounj, 1612-ben Modrus, 1611-től 1622-ig Ogulin kapitánya volt. 1622 után, amikor az ogulini kapitány kiskorú fia, II. Gáspár volt, ugyancsak ő volt a felelős a kapitányságért. Az 1609-es birtokmegosztáskor Novigrad na Dobrit, Zvežajt és Severint örökölte. 1613-ban, a korbavai Bunić elleni támadást követően rövid időre elbocsátották, mert a török elleni háborús taktika miatt konfliktusa támadt más krajinai tisztekkel. Miután 1615-ben a velenceiek feldúlták a horvát tengerparton és Vinodolban fekvő családi birtokaikat (Trsatot, Bakart, Novit, Hreljint, Kraljevicát és Bribirt) testvérével, IX. Miklóssal harcba szállt ellenük, majd mindketten nagy sikerrel folytatták a harcot az 1615–17-es uszkók háborúban a Kvarner-parton, Isztriában, Friuliban és Goriziában.
Testvérével, Miklóssal ellentétben 1619-20-ban nem volt hajlandó hadba lépni Bethlen Gábor erdélyi fejedelem ellen. Akkoriban a vlachok kapitánya is volt. Az ogulini szolgálatukért felszabadította azokat a helyi lakosokat, akik alattvalóiként katonai szolgálatot teljesítettek. Ezt a dokumentumot 1622. március 3-án adta ki, az iratot pedig II. Ferdinánd király megerősítette. Bár az okiratot császári generálisként írta alá, ekkor még csak a horvát Krajina kormányzója (algenerálisa) és Zengg nagykapitánya volt. 1626-ban legyőzte a Károlyvárost támadó törököket. Ugyanebben az évben Horvátország és a Tengermelléki régió generálisává és parancsnokává nevezték ki, és az is maradt egészen 1652-ig. 1627-ben Károlyváros mellett és több más csatában ismét legyőzte a törököket. Az ő parancsnoksága alatt harcoltak idősebb fiai, II. Gáspár és IV. György, valamint veje, Zrínyi Péter is. 1638-ban kérelmezte III. Ferdinánd királynál, hogy építsék újjá Karlobagot, hogy megakadályozzák a törökök betörését Podgorje területére, és lezárják az utat a part mentén. A király 1645-ben ezt jóváhagyta, de végrehajtását Johann Albrecht Herberstein, Zengg kapitánya megakadályozta.
Farkas Kristóf császári titkos tanácsos és kamarás, valamint a sziléziai Opava kapitánya is volt. A király bizalmasaként 1628-ban támogatta Erdődy Zsigmond, 1640-ben pedig Draskovich György báni kinevezését. 1628-ban a király biztosa volt a draganići nemesség és az Erdődyek közötti vitában, 1642-ben pedig az volt a feladata, hogy Vinkovics Benedek zágrábi püspökkel együtt megbékítse a lázadó szamobori polgárokat. Ellenezte a vlachok betelepítését a Frangepán birtokokra, mert kivették őket a Frangepánok uralma alól, és a császári katonai igazgatásnak rendelték őket alá. Más esetekben ő maga is telepített le a török területről származó vlachokat. Így 1625-ben Brod na Kupi környékén, a Zrínyi birtokra telepítette le őket, ami miatt összeütközésbe került a Zrínyiekkel is. Az 1632-ben az Ogulin melletti Vitunyban letelepített vlachok miatt tört ki 1640-41-ben az oguliniak lázadása, akik bepanaszolták őt és fiát, II. Gáspárt III. Ferdinánd királynál a tőlük elvett föld miatt, melyben Brinje népe csatlakozott hozzájuk. A vitát 1646-ban úgy oldották meg, hogy a birtokokat felosztották a helyi lakosság és a jövevények között. 1622 és 1636 között elhagyott családi birtokokon Kočevje és más krajinai vidékekről származó bevándorlókat telepítettek le.
György testvérük halála után IX. Miklósé és az övé lett a Frangepánok terzsáci ágának összes birtoka, Novigrad na Dobri, (ahol leggyakrabban lakott) Zvečaj, Severin, Bosiljevo, Črnomelj és Novi Vinodolski. Ezeket 1647-ben azonnal a fiainak adta. A Draskovich és az Erdődy család több birtokát bérbe vette, majd 1634-ben megvásárolta az alsó-stájerországi Brežice várát. Tevékenységének értékelése során a történészek kiemelik, hogy Horvátország és Tengermelléki régió soha nem volt jobban védett a töröktől. A velenceiek is nagyra értékelték ezt, és értékes aranyláncot ajándékoztak neki. III. Ferdinánd király 1643-ban nagyobb pénzösszeget és adómentességet biztosított Brežice birtokára. 1641-ben szorgalmazta a ferencesek Károlyvárosba érkezését, ehhez pedig 1642-ben megkapta III. Ferdinánd király beleegyezését (a ferencesek csak 1657-ben érkeztek meg).  Testvére, Miklós hagyatékából segítette a trsati ferences kolostor főnökét, Franjo Glavinićot a templom bővítésében.  Hálából Glavinić 1628-ban neki ajánlotta „Cvit svetih” (A szentek virága) című művét. Gáspár fiával, 1650-ben elzarándokolt Lorettóba. 1652. május 13. előtt halt meg. Temetésének helye nem ismert, vagy Trsatban, vagy Brežnicában temették el.